# Случайная мера
В теории вероятностей случайная мера — это меро-значимый случайный элемент. Случайная мера вида
{\displaystyle \mu =\sum _{n=1}^{N}\delta _{X_{n}},}
где {\displaystyle \delta } — это дельта мера, а {\displaystyle X_{n}} случайные величины, называется точечным процессом. Эта случайная мера описывает положение N частиц, чье положение определяется случайными величинами {\displaystyle X_{n}}.